# Asentamiento judío en el Japón Imperial
El plan para un asentamiento judío en el Japón Imperial hubiera significado el desplazamiento de judíos a Japón y desde allí a las zonas que ocupaba en China antes y durante la Segunda Guerra Mundial, en forma coincidente con la segunda guerra sino-japonesa.  El comienzo de la guerra en Europa por parte de la Alemania Nazi tuvo como consecuencia las persecuciones en masa y genocidio de los judíos en lo que se denomina Holocausto.
A pesar de que existe muy escasa evidencia que sugiera que los japoneses hayan considerado el establecimiento de un Estado judío o una región autónoma judía, en 1979 Rabbi Marvin Tokayer y Mary Swartz escribieron el libro 'The Fugu Plan'. En este relato parcialmente ficticio, Tokayer y Swartz denominaron como el Plan Fugu o Fugu Plot (河豚計画 Fugu keikaku?) a los memorandums que se escribieron durante la década de 1930 en el Japón Imperial proponiendo asentar en territorios japoneses a refugiados judíos que escaparan de los territorios ocupados por los nazis en Europa. Tokayer y Swartz sostenían que el plan, cuyos proponentes lo consideraban riesgoso pero potencialmente ventajoso para Japón, fue denominado con la palabra japonesa para pez globo, un platillo exquisito que puede ser sumamente venenoso si no ha sido preparado en forma correcta.
Las afirmaciones de Tokayer y Swartz están basadas en dichos del capitán Koreshige Inuzuka. Ellos afirman que dicho plan fue discutido por primera vez en 1934 y consolidado en 1938, siendo apoyado por personajes importantes tales como Inuzuka, Ishiguro Shiro y Norihiro Yasue; sin embargo, la firma del Pacto Tripartito en 1941 junto con otros eventos hicieron que nunca fuera implementado en forma completa. Los memorandums no se denominaban El Plan Fugu.
Ben-Ami Shillony, un profesor de la Universidad Hebrea en Jerusalén, indicó que las afirmaciones a partir de las cuales Tokayer y Swartz basaron su caso fueron sacadas de contexto, y que la traducción a partir de la cual ellos trabajaron poseía errores. La opinión de Shillony es compartida por Kiyoko Inuzuka (esposa de Koreshige Inuzuka). En el artículo 'Los judíos y los japoneses: Los extranjeros exitosos', él pone en duda que los japoneses alguna vez hayan considerado establecer un Estado judío o una región autónoma judía.